# Czarny kot (film 1941)
Czarny kot (The Black Cat) – amerykański horror komediowy z 1941 roku. Film jest swobodnie oparty na motywach noweli Czarny kot Edgara Allana Poego.

## Obsada[1]
- Basil Rathbone - Hartley
- Hugh Herbert - Mr. Penny
- Broderick Crawford - Hubert Smith
- Béla Lugosi - Eduardo
- Gale Sondergaard - Abigail Doone
- Claire Dodd - Margaret Gordon
- John Eldredge - Stanley Borden
- Gladys Cooper - Myrna Hartley
- Alan Ladd - Richard Hartley